# Палата спортова Гранољерс
Палата спортова Гранољерс (шп. Palacio de Deportes de Granollers) је вишенаменска дворана у Гранољерсу, Шпанија. Дворану је конструисао Пеп Бонет. Отворена је 1991. године а грађена је за потребе такмичења у рукомету на Летњим олимпијским играма 1992. године. 

Арена има 5.685 седећих места и данас се користи углавном за рукометне утакмице.

На светском првенству у рукомету које ће се 2013. године одржати у Шпанији, угостиће утакмице групе А.